# 米谷 (漫畫家)
米谷（1918年11月4日—1986年10月），原名朱祿慶或朱吾石，浙江海寧人，上海現代漫畫家。
他於1946年開始以「米谷」等筆名發表作品。米谷的漫畫創作生涯開始於1930年代中，以漫畫享譽畫壇則要到1940年代時期。這時期米谷創作的漫畫，內容緊抓當時的政治題材，諷刺時弊，備受關注和好評。從1940年代末到1950年代，米谷的漫畫在中國和海外都產生過廣泛影響。著有作品集《米谷漫畫選》及連環畫《少年毛澤東》等。

## 生平
米谷於1934年考入杭州藝術專科學校高中部，1935年轉入該校西洋畫系。1936年首次在《时代漫画》上發表漫畫。其後於1938年先後轉入陝北公學和魯迅藝術文學院，開始從事漫畫創作和民間美術的研究。他在1942年春天開始在蘇北新四軍一師宣傳隊工作多年。抗日戰爭勝利後以至國共內戰期間，他在上海為《文匯報》等報刊創作了政治時事諷刺畫。
米谷於1947年年底來到香港，參加中國共產黨的地下進步美術團體「人間畫會」，成為負責人之一。期間又主編香港《文匯報》的漫畫雙週刊。此時他主要創作歌頌人民解放軍的漫畫及反蔣介石和反美國的漫畫，著名作品多為諷刺蔣介石的漫畫，如《蔣小二過年，過了今年沒明年》（1948年）、《二十年江湖獨腳戲》（1948年）、《蔣萊子娛親》（1948年）、《偽金圓券：這難道是我昨晚脱下的鞋子嗎？》（1948年）、《打腫面孔充胖子》等。
在繪畫藝術中，中國漫畫最能反映現實鬥爭，他曾回應此想法：
|  | 由於客觀形勢的需要，上海的作家們已經鍛煉成可以在一二小時內創作一幅漫畫的速度。我們可以通過簡單的會議，甚至用電話聯繫，在二十四小時以內組織和收集起我們所需要的全部畫稿。 |

1949年，米谷回到上海，在《解放日報》工作，期間任職該報編委兼藝術組組長，並先後擔任中華全國美術工作者協會上海分會主席、華東美術家協會副主席、中國美術家協會常務理事等多個要職。1950年，米谷擔任全國性刊物—《漫畫》的主編。1960年《漫畫》停刊，他被調任中國美術館研究部主任。
文化大革命期間（1966年），米谷和張樂平等眾多中國漫畫家一樣，受到了殘酷迫害，被迫擱筆，從此他不能再畫政治漫畫，連非政治漫畫也不行。雖然張樂平在文革後的1977年可以以教育漫畫形象復出，受到好評，但米谷沒他那麼幸運。他在文革期間只能從事水墨畫和泥塑創作，到晚年都未能創作政治漫畫。米谷於1986年因病逝世，享年67歲。
著名漫畫家藍建安發表對米谷的看法：
|  | 「米谷的作品狠抓時代主旋律，特别讓人珍視的是40年代他留下的大量傑作，現在談起那一階段的漫畫史，就不能不談到米谷。」 |

## 作品

### 著名漫畫
- 《人民的炮彈》
- 《誰也阻擋不住》
- 《也是「武松」？》
- 《元旦蔣介石大閱兵》
- 《溜之大吉》
- 《空箱計》
- 《眼睛一眨，母雞變鴨》(又名《一眨眼，雞變鴨》)
- 《法網難逃》
- 《同心協力挖蔣根》
- 《———輕聲點，人們仍醒着》
- 《打腫面孔充胖子》
- 《蔣小二過年，過了今年沒明年》[3]（1948年）
- 《二十年江湖獨腳戲》[4]（1948年）

原本有一副標題：「蔣介石自封為『大總統』了」
- 《蔣萊子娛親》[6]（1948年）
- 《偽金圓券：這難道是我昨晚脱下的鞋子嗎？》（1948年）
- 《蘇伊士運河的覆舟》
- 《通不過去》
- 《刻舟求剑》
- 《誰去掛銅鈴》
- 《西式花邊組畫》

### 連環畫
- 《少年毛澤東》
- 《小二黑結婚》

### 作品集
- 《米谷漫畫選》
- 《在翻天覆地的年代裡》
- 《走馬看英法》

## 外部連結
- 中國漫畫 （页面存档备份，存于），燦爛的中國文明，中國文化研究院